# La Conspiration des poudres
La Conspiration des poudres est un drame en cinq actes et en vers de Jules Verne, l'une de ses toutes premières pièces ; sans doute est-ce même la toute première, suivant les manuscrits conservés à Nantes. En 1846, le jeune écrivain achève sa philosophie au collège royal de Nantes. Ce drame occupe-t-il Jules Verne les mois suivants, alors qu'il prépare ses examens de droit, pour les subir dans la capitale ? C'est plus que probable car, une fois fixé à Paris, il poursuivra ses études et cultivera une vocation qu'il sent irrésistiblement monter en lui. Pour l'heure, son idole est Victor Hugo et il s'essaie aux genres consacrés par le maître : la poésie (Tempête et Calme s'inspire du rythme développé dans Les Djinns), le roman (avec Un prêtre en 1839 qui dérive directement de Notre-Dame de Paris) et bien sûr le théâtre, et particulièrement le drame romantique qui, pourtant, depuis 1843, connaît un échec irrémédiable. Le sujet de la pièce est emprunté à l'histoire de l'Écosse, dont Jacques Ier fut le souverain, mais il s'agit aussi d'une page bien connue de l'histoire de l'Angleterre. Quelques modifications furent naturellement apportées par Verne à cet épisode historique. En voici la trame.

## Argument

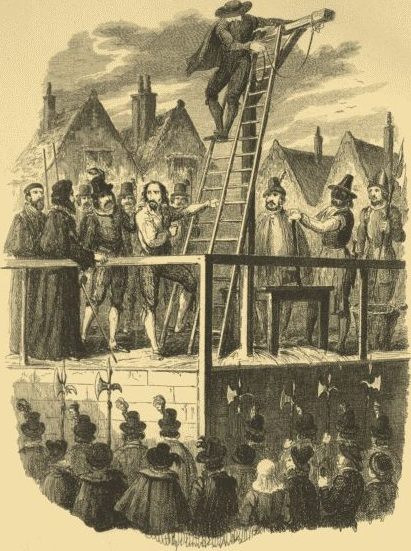
L'exécution de Guy Fawkes, par George Cruikshank.

Dans une église, Catesby, le chef des conjurés, réfléchit à la possible trahison de Lord Tresham et fait part de ses craintes aux deux autres conspirateurs qui le rejoignent, mais il leur explique les raisons de son choix : Tresham pouvait aider financièrement la réalisation du complot. Il reçoit ensuite Fawkes, auquel il donne une bourse pour s'habiller correctement, car il lui promet une conquête féminine, puis c'est au tour de Tresham, qu'il essaie de convaincre, mais le lord songe à ses proches qu'il doit protéger. Catesby pense à la sœur de Tresham, Jenny, dont il veut se venger. L'époux de la jeune femme paraît, c'est Monteagle, répondant à l'invitation de Catesby qui veut lui montrer l'infidélité de Jenny. Fawkes se présente, envoyé par Catesby pour jeter le doute dans l'esprit de Monteagle. Arrivée de Jenny poursuivie par Fawkes : Monteagle est convaincu de son infidélité. 
L'acte II se déroule dans une taverne louche tenue par Fister, où Fawkes attend ses complices. Dès leur arrivée, ils fomentent d'enlever Jenny et passent en revue les abus de Jacques Ier. Winter, puis Monteagle les surprennent. Ce dernier demande à Fister ce que faisait Fawkes dans son auberge. Il découvre que Jenny y est prisonnière. Une explication s'ensuit entre les deux époux, mais Jenny pressent, pour le regretter, que son frère, Tresham, appartient au complot. Son frère force le passage pour voir Jenny. Il est invité par sa sœur à s'expliquer. Il lui recommande de dire à Monteagle de ne pas assister à l'ouverture des chambres. Leur conversation est interrompue par l'arrivée des conjurés, accompagnés d'anglicans ignorant qu'ils obéissent à des catholiques. Tresham et Jenny s'enfuient de justesse.
Au troisième acte, le décor représente l'intérieur de la maison de Catesby. Ce dernier pense désormais à se venger de Monteagle. Les conjurés lui apprennent que Monteagle oublie ce qu'il croit être son infortune dans la débauche. Fawkes arrive pour annoncer que les tonneaux de poudre ont été placés et dissimulés, mais on leur annonce que le complot a été dénoncé par une lettre. Catesby, qui connaît le traître signataire, demande à Fawkes de l'exécuter. C'est Tresham, qui arrive du reste chez Catesby. Les conjurés le confondent en lui montrant la lettre écrite en réalité par Jenny. D'autres hommes font leur apparition et Catesby les exhorte puis donne les dernières consignes. Après leur sortie, Fawkes rencontre Tresham et lui promet la vie sauve s'il revoit Jenny.
L'acte IV se déroule chez lord Monteagle, où Jenny se désole de ne pas avoir vu son frère depuis trois jours. Monteagle la rejoint et se montre toujours aussi insolent. Jenny menace de se supprimer. Arrive Tresham, ils échangent des propos personnels et politiques. Monteagle souhaite rester prudent. Face-à-face entre le frère et la sœur ; Tresham est malheureux de voir la haine de son beau-frère, mais il annonce qu'il pense pouvoir le sauver. Cependant, une fois que Fawkes est introduit auprès de Jenny, celle-ci crie au secours et le menace de la jalousie de Monteagle, qui fait irruption, pensant à une nouvelle trahison. Le lord donne ses ordres pour organiser une soirée de débauche chez lui, au terme de laquelle il offre Jenny à ses compagnons de plaisir, puis il s'apprête à la poignarder.
L'acte V se déroule dans la cave qui se trouve sous le Parlement. Fawkes doit déjouer une inspection, puis il reçoit Jenny qui lui a donné un rendez-vous. Il essaie de la convaincre en noircissant l'image de Monteagle ; mais Jenny s'insurge et, quand Fawkes manifeste son désir de la posséder, elle sort un poignard. Catesby surgit et reproche à Fawkes sa faiblesse avant de lui pardonner ; ensuite, il se tourne vers Jenny et lui déclare qu'il l'aime secrètement, mais il reste impitoyable et la fait enchaîner au mur de la cave. Fawkes s'en charge, Jenny feint de séduire son geôlier pour pouvoir mettre le feu aux poudres. Fawkes la poignarde. Mais il est arrêté avant de provoquer l'explosion. Il découvre que c'est Monteagle qui a révélé le complot. Celui-ci voit le cadavre de sa femme et s'effondre.

## Personnages
- Catesby, chef des conjurés catholiques.
- Guy Fawkes, aux ordres de Catesby ; se fait appeler Johnson.
- Richard Monteagle, lord, beau-frère de Tresham.
- Jenny Monteagle, sœur de Tresham.
- François Tresham, grand seigneur au courant de la conjuration.
- Percy, conjuré.
- Thomas Winter, conjuré.
- Fister, aubergiste.
- Bates, conjuré.
- Keys, conjuré.
- Jean Graunt, conjuré.
- Ambroise Rockwood, conjuré.
- Everard Desby, conjuré.
- Robert Winter, conjuré.
- Jean et Christophe Wright, conjurés.
- Abington, conjuré.
- Nauton, compagnon de débauche de Monteagle.
- Maubey, compagnon de débauche de Monteagle.
- Berkley, compagnon de débauche de Monteagle.
- Green, compagnon de débauche de Monteagle.
- Lord Suffolk, chambellan du Parlement.
- Chevalier de Knevet ; accompagne Lord Suffolk.
- Dames, conviés, anglicans, soldats, domestiques.

## Commentaires et critiques
La pièce est l'œuvre d'un adolescent de dix-huit ans, nourri du romantisme inhérent au genre. Malgré une prosodie tâtonnante, parfois fautive même, il reste que se manifeste dans cette intrigue un sens certain du coup de théâtre qui fera plus tard les beaux jours des Voyages extraordinaires. Christian Chelebourg note le rapprochement du texte avec celui du Cromwell de Victor Hugo, au niveau du cadre et du décor de l'action. Au niveau de l'unité de temps, Verne va jusqu'à dater chaque acte de la pièce. En procédant ainsi, il superpose à la notion d' acte celle de journée que Victor Hugo avait empruntée au théâtre espagnol du siècle d'or, en 1833, avec Marie Tudor, et qu'il avait conservée pour Angelo, tyran de Padoue. Mais Verne ne se contente pas, comme Hugo, de substituer ce concept à celui d'acte, il lui donne un contenu concret et l'intègre à la division traditionnelle du théâtre français ; il va donc plus loin que Hugo : il naturalise, pour ainsi dire, le concept espagnol. Rappelons qu'en 1851, alors qu'il se voyait contraint de retirer Un drame sous Louis XV à cause de « difficultés créées par la censure », il songeait à faire représenter La Conspiration des poudres. Ce projet a même connu un début de réalisation, puisqu'en mars 1851, deux mois après l'avoir annoncé, Jules Verne comptait parmi ses dépenses le fait d'avoir eu « des copies à faire faire, dans le commencement pour les Poudres ». Ce qui prouve combien Verne avait dans l'idée de chercher à imposer ses pièces inédites au théâtre.